# NGC 4647
NGC 4647 è una galassia a spirale intermedia, stimata a circa 63 milioni di anni luce di distanza nella costellazione della Vergine. Fu scoperta dall'astronomo William Herschel il 15 marzo 1784. NGC 4647 è elencata insieme a Messier 60 come parte di una coppia di galassie chiamate Arp 116, la loro designazione nell'Atlante delle galassie peculiari di Halton Arp. La galassia si trova nelle vicinanze dell'ammasso della Vergine.

## Interazione con Messier 60
Nelle immagini ottiche i dischi delle due galassie si sovrappongono. Anche se ciò ha suggerito un'interazione in corso, le immagini non rivelano alcun segno di formazione stellare che sarebbe stata causata da una forza di marea tra le due galassie. Studi delle immagini di Hubble effettuate nel 2012 delle due galassie indicano che le interazioni mareali tra le due sono appena iniziate.

## Mezzo interstellare di NGC 4647
Il gas in NGC 4647 è stato leggermente disturbato. La posizione della galassia nell'Ammasso della Vergine suggerisce che potrebbe aver subito un effetto noto come "stripping della pressione di ariete" causato dal mezzo intra-ammasso. Un'altra spiegazione potrebbe essere il gas caldo nell'alone di Messier 60. Questo gas potrebbe aver aumentato la pressione del gas sul lato orientale di NGC 4647 tramite strisce a pressione ram o un bow-shock (letteralmente onda di prua) tra le due galassie causando l'asimmetria del gas osservata nella galassia. Il problema è che le galassie dovrebbero essere così vicine che le forze di marea di Messier 60 causerebbero la lacerazione del disco di NGC 4647.